# Берёзово (Одоевский район)
Берёзово — село в Одоевском районе Тульской области России.
В рамках административно-территориального устройства является центром Берёзовской сельской администрации Одоевского района, в рамках организации местного самоуправления включается в сельское поселение Восточно-Одоевское.

## География
Расположена в 20 км к юго-востоку от райцентра, посёлка городского типа Одоев, и в 60 км к юго-западу к областного центра, г. Тулы.

## История
В 1961 году указом Президиума Верховного Совета РСФСР село Дряплы переименовано в Берёзово.

## Население
| 2002 | 2010 |
| ---- | ---- |
| 149  | ↗162 |